# Liloy
Liloy é um município de  terceira classe de renda municipal (d) na província Zamboanga do Norte, nas Filipinas. De acordo com o censo de 1 de maio  de  2020 possui uma população de 42 213 pessoas e 9 654 domicílios.